# Camallanus truncatus
Camallanus truncatus är en rundmaskart. Camallanus truncatus ingår i släktet Camallanus och familjen Camallanidae. Inga underarter finns listade i Catalogue of Life.